# Chrysogaster stackelbergi
Chrysogaster stackelbergi är en tvåvingeart som beskrevs av Nikolaj Aleksandrovitj Violovitj 1978.
Chrysogaster stackelbergi ingår i släktet ängsblomflugor, och familjen blomflugor. Inga underarter finns listade i Catalogue of Life.